# Fake Identity
Fake Identity (br: Dupla Identidade / pt: Identidade Dupla) é um filme estadunidense de 2010, do gênero suspense, policial, dirigido por Dennis Dimster.

## Sinopse
Um médico americano que trabalha para Médicos Sem Fronteiras no Leste Europeu, Dr. Nicholas Pinter (Val Kilmer), é erroneamente identificado pela máfia russa como sendo um agente secreto. Depois de uma violenta perseguição por dois mafiosos, ele consegue escapar da morte e é resgatado pelo Serviço Secreto Britânico e pela bela e misteriosa Katrine (Izabella Miko). Nicholas logo percebe que o jogo mortal está apenas começando quando ele e Katrina se envolvem numa perigosa rede de mentiras e assassinatos.

## Elenco
- Val Kilmer .... Dr. Nicholas Pinter
- Izabella Miko .... Katrine
- Hristo Shopov .... Serik
- Raicho Vasilev .... Sr.Walther
- Julian Vergov .... Victor
- Shelly Varod .... Aslan's Wife
- Valentine Pelka .... Murdoch
- Didem Erol .... Eva
- Zahary Baharov .... Alexander